# 荻島眞一
荻島 眞一（おぎしま しんいち、1946年〈昭和21年〉10月7日 - 2004年〈平成16年〉11月11日）は、日本の俳優、声優。東京都西多摩郡五日市町（現・あきる野市）出身。本名及び旧芸名は荻島 真一。多摩芸術学園演劇科卒業。家族は妻と二女。フリーアナウンサーの荻島正己はいとこ。

## 来歴・人物
姉と妹が2人ずついる5人兄弟の第三子長男として生まれる。実家は自転車屋を経営していた。
1968年に劇団四季に入団後、同年に『解ってたまるか』という作品で舞台デビュー。
『隠密剣士』プロデューサーの橋本洋二は「当初は殺陣が出来ていなかったが、彼は運動神経が良かったので無難にこなしていた」と評しており、東映京都撮影所での評判は良かったという。
2003年9月に胆管癌と診断されて手術を受け、闘病のかたわら、日本テレビ系列の「午後は○○おもいッきりテレビ」に出演していたが、翌2004年11月11日午前1時50分に死去した。58歳没。

## 出演

### テレビドラマ
- おくさまは18歳 第11話「未成年お断り」（1970年、TBS）
- 花王愛の劇場 夏の嵐（1971年、TBS）
- 女人平家（1971年 - 1972年、朝日放送） - 藤原信清
- 水曜ドラマ あした天気になあれ（1972年、NHK）
- 赤ひげ 第14話「虎落笛」（1973年、NHK） - 仙太
- 大河ドラマ 国盗り物語(1973年、NHK)-法専坊信照
- 放浪記（1974年、TBS）
- 伝七捕物帳 第52話「十手に生きる父子唄」（1974年、NTV）
- 隠密剣士（1973年10月 - 12月、TBS） - 松平信太郎
- 隠密剣士 突っ走れ!（1973年12月 - 1974年3月、TBS） - 松平信太郎
- ありがとう 第4シリーズ（1974年 - 1975年、TBS）- 合田健介
- 銀河テレビ小説（僕たちの失敗）（1974年8月5日 - 9月13日、NHK）
- ポーラテレビ小説 お美津（1975年、TBS） - 関口俊介
- 夜明けの刑事（TBS）
  - 第6話「花嫁は死んでいた」（1974年）　- 野村定雄 役
  - 第38話「海洋博でダイナミックな殺人」（1975年）
  - 第90話「スッポン刑事の大勝負!」（1976年）
- 明日がござる（1975年、TBS）
- その人は今…（1976年、NHK） - 新藤裕一郎
- 俺たちの朝 第3話「白い帆と風と俺」（1976年、NTV・東宝） - あきら
- 女の旅（1976年、CX）
- 特捜最前線 第19話「亜矢子・十七才の哀歌」（1977年、ANB・東映）
- 横溝正史シリーズ 『本陣殺人事件』（1977年、MBS・大映） - 一柳三郎
- 銀河テレビ小説 友情（1977年、NHK）
- 東芝日曜劇場（TBS）
  - 婚約時代（1976年）
  - ゆきずりの朝（1977年1月30日、CBC） - 若者
  - ぼくの妹に（1977年）
  - 松本清張おんなシリーズ・張込み（1978年） - 柚木
  - 一年先は…（1982年）
- 銭形平次 第613話「忠義者」（1978年） - 宇助
- おていちゃん（1978年、NHK連続テレビ小説） - 片桐真一
- 横溝正史シリーズII 『八つ墓村』（1978年、MBS・大映） - 寺田辰弥
- 土曜ワイド劇場 （ANB→EX）
  - 江戸川乱歩「緑衣の鬼」より 白い人魚の美女（1978年） - 山崎
  - 白い乳房の美女 江戸川乱歩の「地獄の道化師」（1981年） - 白井
  - 松本清張の殺人行おくのほそ道（1983年）
  - 温かい死体・新婚夫婦が仕組んだ完全犯罪（1984年） - 吉住
  - 妻たちの謀略・熟年新婚夫婦ダブル殺人トリック!（1987年）
  - 西村京太郎トラベルミステリー 「日本海殺人ルート」山本功 役（1988年）
  - 牟田刑事官事件ファイル8 「湯けむり伊豆半島、女たちの殺人スポーツツアー」（1988年）
  - 家政婦は見た!（第9作）「有名進学塾マドンナ教師の妖しい秘密」（1991年1月）
  - 家政婦は見た!（第11作）「命を張った好奇心 秋子が惚れた極道の危険な秘密」（1992年）
  - 殺人スタント1（2004年、ABC制作） - 不二沼千次
- そっとさよなら（1979年、YTV）
- 金曜劇場 欽ちゃんのちゃーんと考えてみてネ!!（1980年 - 1981年、NTV）
- 手錠をかけろ!（1979年、CX） - 村田刑事
- 鬼平犯科帳 (萬屋錦之介)（1980年 - 1982年、ANB・東宝） - 木村忠吾
- 氷点（1981年、MBS）
- 沖田総司 華麗なる暗殺者（1982年、フジテレビ） - 山南敬助
- 火曜サスペンス劇場 （NTV）
  - 名無しの探偵 愛の失踪（1982年）
  - 殺人記念写真（1987年） - 宮本信吾
  - 女検事・霞夕子8 「死なれては困る」（1991年）
  - 弁護士・朝日岳之助7 「逆転証人」（1996年）
  - 身辺警護8（2001年）
- ザ・サスペンス 後鳥羽伝説殺人事件（1982年、大映・TBS）- 桐山
- 赤かぶ検事奮戦記3 （1982年、ABC・松竹） - 泉憲正弁護士
- 水戸黄門 （TBS・C.A.L）
  - 第13部 第21話「身替り八兵衛お殿様・唐津」（1983年3月7日） - 土井利益
  - 第14部 第8話「陰謀砕いた薪能・盛岡」（1983年12月19日） - 南部重信
  - 第20部 第11話「陰謀渦巻く高松城・高松」（1991年1月21日） - 松平頼常
  - 第23部 第36話「迷子になった黄門様・岐阜」（1995年4月17日） - 三枝彦四郎
  - 第25部 第15話「忘れられた格さん・尾道」（1997年4月7日） - 松原新之丞
  - 第28部 第8話「始末屋泣かせる参勤交代・浜松」（2000年5月1日） - 木下平内
  - 第32部 第15話「おいらの馬は日本一・三春」（2003年11月24日） - 田代庄五郎 役
- 昨日、悲別で（1984年、NTV）
- その時、妻はII（1985年、TBS）
- 間違いだらけの夫選び（1985年、CX） - 田辺
- ママ、大変だァ!（1985年、ANB）
- 木曜ゴールデンドラマ （YTV）
  - 悪霊の証明（1986年）
  - ふたりの女・赤と黒の追憶（1988年）
- 太陽にほえろ! PART2 第10話「DJ刑事・ステバチ作戦」（1987年、NTV） - 矢嶋
- 妻よ妻よ（1987年、TBS）
- はぐれ刑事純情派（1988年） - 花井次郎
- 砂の家（1989年、THK）
- 必殺スペシャル・春 勢ぞろい仕事人! 春雨じゃ、悪人退治（1990年、ABC・松竹） - 室田静軒
- 月曜・女のサスペンス 「ためらい疵 夫殺し疑惑の妻に謎の切傷」（1990年3月26日、TX）
- 森村誠一サスペンス「喪中欠礼」（1990年8月、KTV・東映）
- 水曜グランドロマン 密愛-2・26に散った恋-（1991年、NTV）
- 銭形平次 第2シリーズ 第6話「遠い記憶」（1992年、CX） - 喜三郎
- ウルトラセブン 太陽エネルギー作戦（1994年、NTV） - クスハラ博士
- 大岡越前 第14部 第21話「嘘で守った妻の恥」（1996年、TBS・C.A.L） - 八坂弥十郎
- 鬼平犯科帳、第8シリーズ鬼平犯科帳スペシャル（鬼火）（1998年、CX） - 永井弥一郎
- 女と愛とミステリー（テレビ東京）
  - 山村美紗サスペンス「殺意の果てに」飛騨高山夫人殺人事件（2001年） - 飯島貢
  - 小早川警視正シリーズ2（2003年） - 三谷省三
- 金曜エンタテイメント 夏樹静子ミステリー アリバイの彼方に2（2002年、CX） - 楠根弘
- 美女か野獣第10・11話ゲスト（2003年、CX） - 佐脇洋平
- 伝説のマダム（2003年、YTV） - 藤ノ森真一

### 映画
- 宵待草（1974年、日活）
- 妻と女の間（1976年、東宝）
- らしゃめん（1977年、東映）
- TATTOO＜刺青＞あり（1982年）
- だんじり囃子（1997年）
- 新生 トイレの花子さん（1998年、東映） - 浅岡
- 釣りバカ日誌12 史上最大の有給休暇（2001年、松竹） - 川島
- 難波金融伝 ミナミの帝王／絆 －KIZUNA（2002年） - 安達

### 舞台
- 機関士ナポレオンの退職（1980年）
- 女たちの忠臣蔵（1980年、帝国劇場）
- 八郎兵衛始末
- 吉良の仁吉
- 時代や野女房
- ハムレット
- 叶屋お梅
- 加藤剛特別公演「大岡忠相春秋録　晴朗の風」
- 五木ひろし特別公演「八郎兵衛始末　夕映えに今、風花が舞う」
- 五木ひろし特別公演「次郎八異聞　陽だまりの小径」
- 五木ひろし特別公演「噂の小平太」
- 大月みやこ特別公演「近松物語」
- 小林幸子特別公演「江戸版 時代屋の女房」
- 草原の人（2003年2月7日 - 2月23日）

### 吹き替え
- こちらブルームーン探偵社 - デビッド 役（ブルース・ウィリス）※NHK
- 人類、月に立つ - シルバー教授 役※NHK-BS2
- アリー my Love - ボビー・ドネル 役※NHK
- 風と共に去りぬ - アシュレー・ウィルクス 役※日本テレビ新録版
- チャタレイ夫人の恋人 - クリフォード・チャタレイ 役
- 愛と哀しみの果て - ブロア 役
- 名犬ファング - アダム 役※NHK
- 西遊記 孫悟空対白骨婦人 - 三蔵法師 役

### バラエティ
- スター千一夜（フジテレビ、1975年）※司会
- ゲーム ホントにホント?（NHK総合テレビ、1980年）
- 荻島真一のもうすぐお昼（テレビ朝日）
- クイズ データとこ勝負!!（テレビ東京、1985年 - 1986年）※司会
- タケちゃんの思わず休んでしまいました（フジテレビ、1987年）
- クイズおもしろ料理館（テレビ朝日）※司会

### CM
- 丸大食品
- 小林製薬